# Novella (Album)
Novella ist das siebte Studioalbum der britischen Progressive-Rock-Gruppe Renaissance. Es wurde im Jahr 1977 veröffentlicht.

## Hintergrund
Um sich auf die Aufnahmen zu Novella vorzubereiten, zog sich die Band in das Haus einer Kirchengemeinde in Surrey zurück, wo die Stücke ausgiebig geprobt wurden.
Wegen der Pleite von BTM Records wechselte Renaissance zu Warner Bros. Records, in Nordamerika blieb Sire Records zuständig. Im Ergebnis wurde Novella deshalb in den USA schon im Januar, weltweit jedoch erst im August 1977 veröffentlicht – dann auch noch mit verschiedenen Covern. In den USA wurde Midas Man / The Captive Heart als Single ausgekoppelt. In Großbritannien wurde als A-Seite Back Home Once Again gewählt, ein Titel der als Soundtrack für die Fernsehserie „The Paper Lads“ geschrieben worden war. Dieses Stück wurde erst auf der nächsten LP A Song for All Seasons verwendet.
Die auf dem Album verwendeten Orchester-Arrangements stammen von Richard Hewson.

## Titelliste
Seite 1
1. Can You Hear Me? – 13:38 (Camp/Dunford/Thatcher)
2. The Sisters – 07:15 (Dunford/Thatcher/Tout)

Seite 2
1. Midas Man – 05:47 (Dunford/Thatcher)
2. The Captive Heart – 04:16 (Camp/Dunford)
3. Touching Once (Is Hard to Keep) – 09:27 (Camp/Dunford)

## Kritiken
„Für einige 'Proggies' mag das schon fast zu glatt sein, mir gefällt die Musik dieser Platte außerordentlich gut. Sie strahlt eine Atmosphäre von höchster Qualität und Gefühl aus, musikalisch locker auf das höchste Niveau gehoben, feinster Art Rock.“

„All in all, "Novella" is business as splendorous as usual, full of musical intelligence; and so, despite the fact that the band's musical ideology doesn't feel as fresh as it did in previous albums, it deserves a very good rating - somewhere between 3 ½ and 4 stars.“

„Auch heute noch muss diese Platte in einem Atemzug mit den vorherigen Erfolgsalben genannt werden, vereinen die fünf Lieder doch alles was RENAISSANCE so unverwechselbar in der Szene gemacht hat. Auch hier wird symphonischer Prog feinster Ausprägung, gepaart mit Elementen aus Folk und Pop, geboten.“

„Die Musik ist weit entfernt von allen gängigen Progressive-Rock-Klischees, oder besser gesagt, von überhaupt allen Pop/Rock-Klischees. Michael Dunfords Akustikgitarre und John Touts Piano sorgen für eine Atmosphäre, die aus einer Welt hinter unserer Welt zu stammen scheint.“